# シャローフォーカス

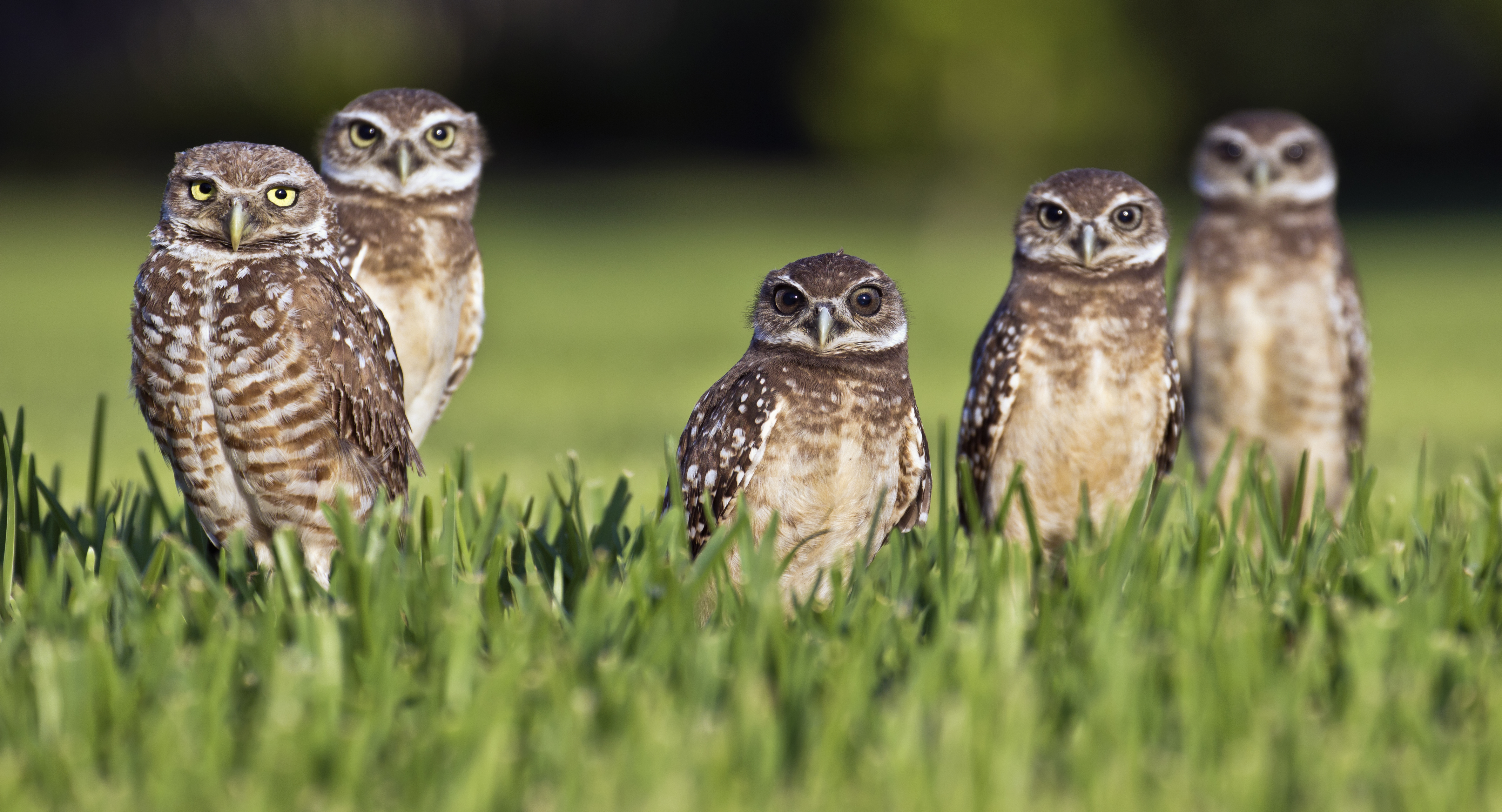
アナホリフクロウの群。 左端と中央のフクロウは焦点面より内側にあり、右端は焦点面の外側にあり、他の２羽は焦点があっています。

シャロー・フォーカス (Shallow focus)とは静止画の撮影 や 映画の撮影において被写界深度を浅くして撮影する技法である。被写界深度が浅い場合は撮像面の一つの平面にだけ焦点が合っており、残りの平面は焦点があっていない状態になる。被写界深度を浅くするのは、画像のある部分を別の部分よりも強調するために使用される

。写真家は、焦点が合っていない領域の美しさをボケと呼ぶことがある
。
シャロー・フォーカスの反意語はパン・フォーカスもしくはディープ・フォーカスになる。

## 概要
被写界深度を浅くして撮影する手法は、2000 年代から 2010 年代にかけて一般的になった。 また、低予算の映画制作者が、高価な小道具を必要とする場所・場面を隠すために使用する手段でもある。 これは映画がホームビデオ的な写りになることを避ける方法であると主張する人もいる。 英語圏では極端に浅い被写界深度の画像を「bokeh porn」と呼ぶこともある
。
– 2008 年にキヤノン EOS 5D Mark IIが発表されデジタル一眼レフカメラによる映画撮影が開始された。

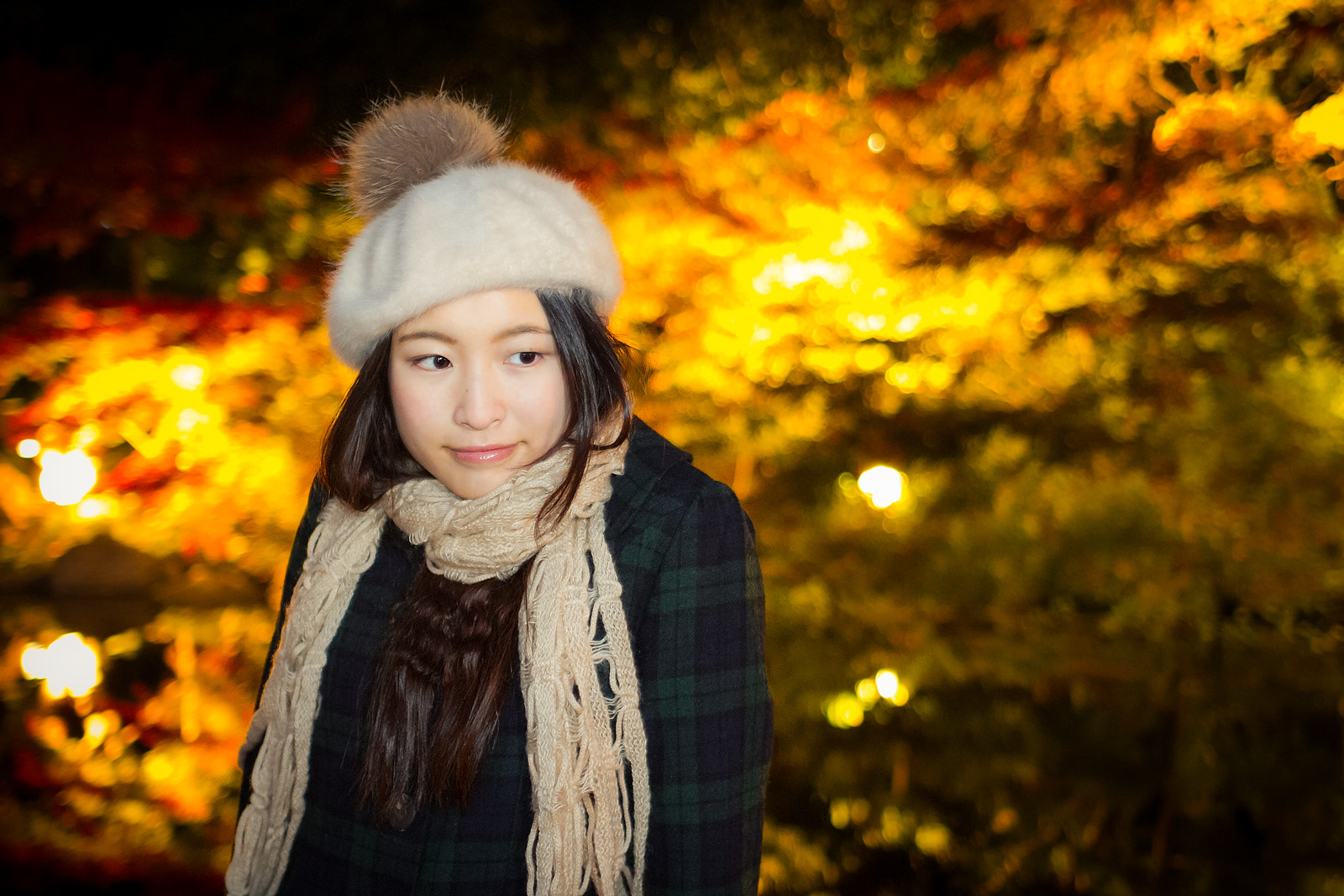
秋のイルミネーションに包まれた徳川園, 日本. 絞りをf/1.8にまであけたことで、背景をぼかすことができる。

## 詳細
被写界深度を浅くして撮影する手法の効果は、絞りを出来るだけ開いた状態(F値をなるべく小さな値に設定する)にしたり、撮影対象になるべく近づいたり、カメラのイメージセンサーを大きくしたり、長い焦点距離のレンズを使用したりすることで得られる。ティルトレンズは、通常焦点深度を増やすために使用されるが、シャロー・フォーカスでは逆の方法で使用することもある。

## 参考例
映画『ゲームの規則(映画)（英語: The Rules of the Game）』 (1939 年) で、カップルが前景で仲良く愛を確かめ合っているシーンで女性の夫が後景に入ってくる。 ジャン・ルノワール監督は、夫の存在をほのめかしながらも強調しないように、夫に焦点を当てないようにすることにした。